# Brigitte Kölsch

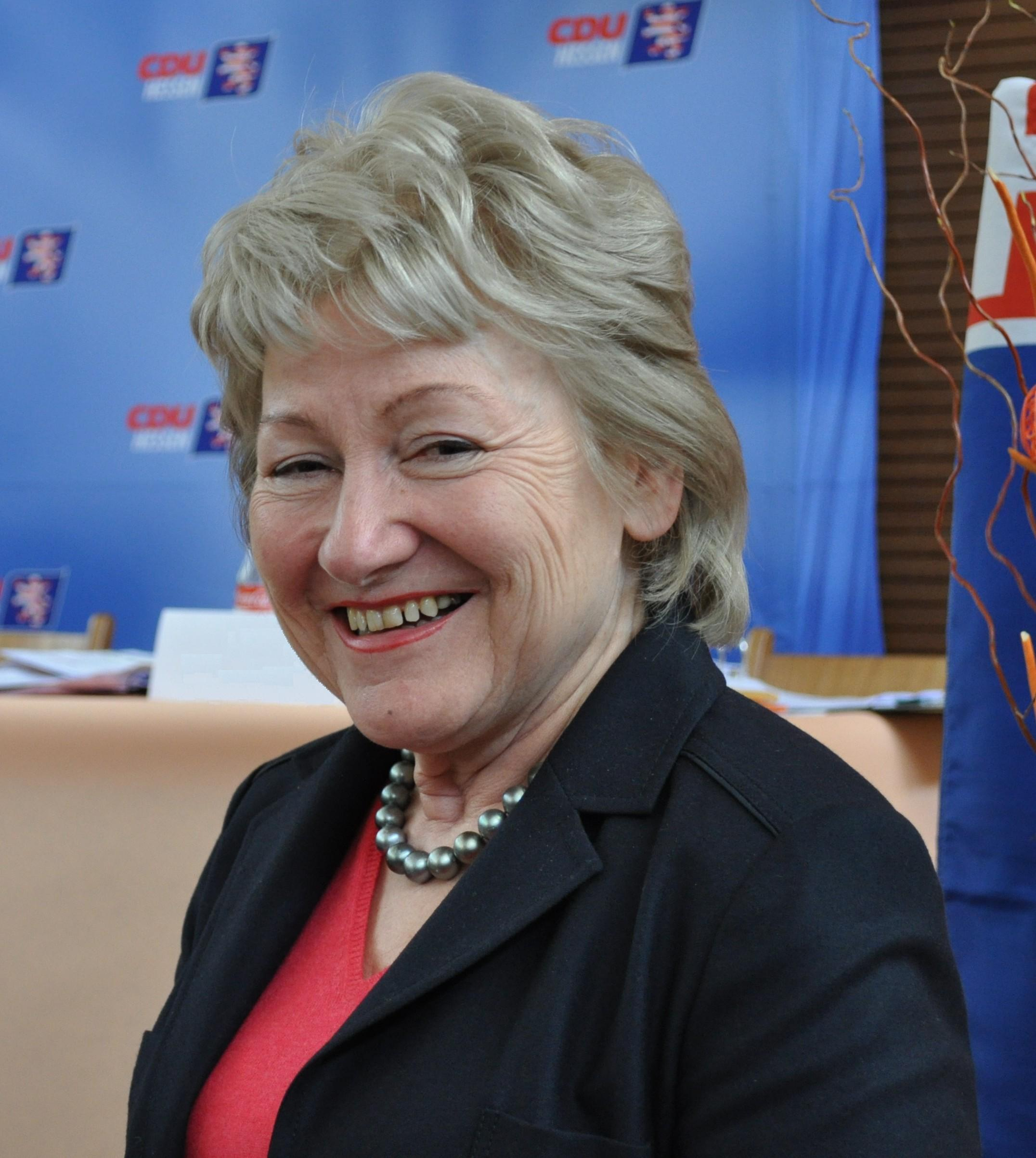
Brigitte Kölsch, 2010

Brigitte Kölsch (* 3. Juni 1944 in Limburg) ist eine deutsche Politikerin der CDU und ehemalige Abgeordnete des Hessischen Landtags.

## Politische Ämter
Sie war zwischen dem 5. April 1995 und dem 5. April 2008 direkt gewählte Wahlkreisabgeordnete des Wahlkreises Hochtaunus II Mitglied des Hessischen Landtags. 2004 war sie Mitglied der 12. Bundesversammlung.
Zwischen 1977 und 1979 war sie Stadtverordnete in Usingen und dort gleichzeitig Vorsitzende des Sozialausschusses. Von 1981 bis 2000 war Brigitte Kölsch außerdem Kreistagsabgeordnete im Kreistag des Hochtaunuskreises und seit 1985 dort Vorsitzende im Schulausschuss.
Seit 2005 ist Brigitte Kölsch Ehrenvorsitzende des Kreisverbandes Hochtaunus der CDU, nachdem sie den Kreisverband vorher von 1992 bis 2004 als Kreisvorsitzende geführt hat.

## Persönliche Daten
Von 1954 bis 1960 besuchte sie das Gymnasium und machte nach der mittleren Reife von 1960 bis 1963 eine Kaufmännische Ausbildung. Beruflich war Brigitte Kölsch in verschiedenen Unternehmen als Kauffrau tätig. Seit 1987 war sie Geschäftsführerin der Roland Kölsch GmbH. Sie ist verheiratet und hat zwei Kinder.